# Balmanno Castle

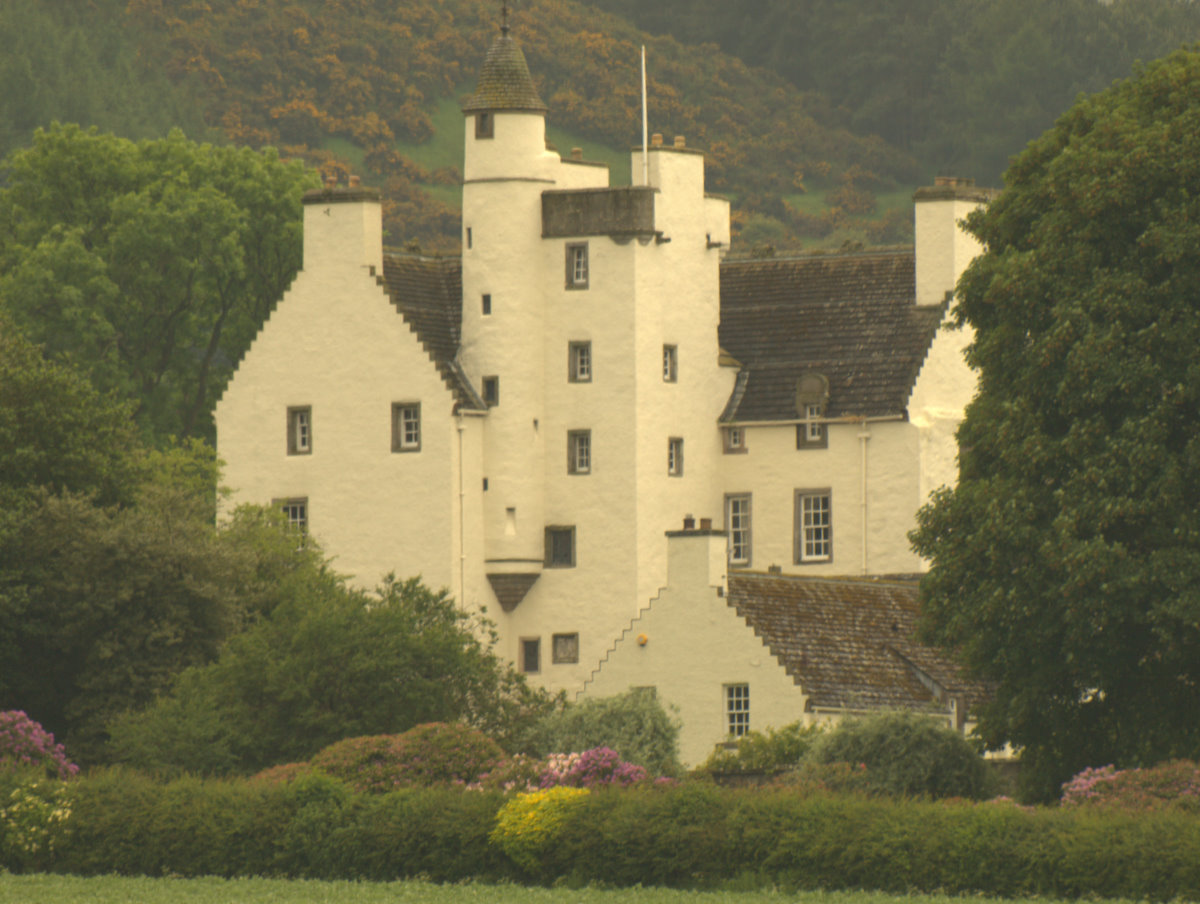
Balmanno Castle

Balmanno Castle ist ein Wohnturm mit Burggraben im Dorf Dron in der schottischen Grafschaft Perthshire, die heute Teil der Council Area Perth and Kinross ist. Die Burg ließ George Auchinleck zwischen 1570 und 1580 bauen. Heute ist sie modernisiert und in gutem Zustand. Der Burggraben ist noch teilweise mit Wasser gefüllt.

## Geschichte

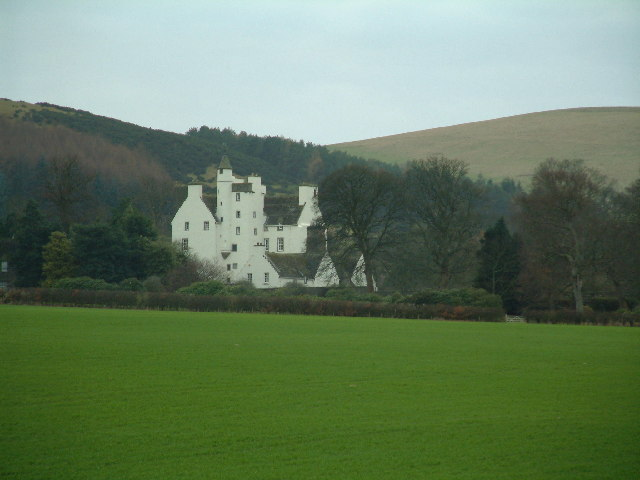
Balmanno Castle

Die Burg entstand nach 1570 als Wohnturm mit L-förmigem Grundriss. 1915 baute der bekannte schottische Architekt Sir Robert Lorimer den Turm für den damaligen Eigner, William Millar, einen Reeder aus Glasgow, als Sommerresidenz um. Er führte seine Arbeit mit großer Akkuratesse durch. Zusätzliche Gebäudeteile bilden mit dem ursprünglichen Wohnturm einen Burghof. Lorimer erlaubte sich, in der Gotik herumzupfuschen und baute innere Details vom Holyrood Palace ein, dessen Restaurierung die Arbeit von Sir William Bruce (1630–1710) war. Er stattete das Haus in jedem Detail aus, und zwar mit Teilen, die er entweder extra beauftragt hatte, oder Handelsstücken, die er überall im Lande gekauft hatte. Die Ausstattung mit teuren Möbeln stammte von ihm.
Nach dem Zweiten Weltkrieg wurde Balmanno Castle verkauft. James Michael Edward Bruce und seine Gattin, Jean Coats, lebten in den 1950er-Jahren in der Burg. Ihre Nachfahren leben dort noch heute.
Historic Scotland hat Balmanno Castle als historisches Bauwerk der Kategorie A, die Außenanlagen seit 1987 als Inventory of Gardens and Designed Landscapes in Scotland eingestuft.